# Consul Titus Manlius Torquatus laat zijn zoon onthoofden en Aeneas bij Latinus
Consul Titus Manlius Torquatus laat zijn zoon onthoofden en Aeneas bij Latinus zijn twee pendant-schilderijen (eigenlijk schoorsteenstukken) door Ferdinand Bol in het Rijksmuseum in Amsterdam.

## Voorstelling
Het ene schilderij toont de geschiedenis van Romeinse consul Titus Manlius Torquatus, die zijn eigen zoon liet onthoofden. Tijdens de oorlog met de Latijnen besloten Manlius en zijn mede-consul Publius Decius Mus de oude militaire discipline te herstellen. Hierdoor was het voor een gewone soldaat niet meer mogelijk zijn post te verlaten, op straffe van executie. Manlius' zoon wilde echter roem vergaren en viel ondanks deze strenge order enkele Latijnse tirailleur aan. Om een voorbeeld te stellen besloot Manlius daarna zijn eigen zoon te executeren. Op het schilderij kijkt Manlius, zittend op zijn troon, dan ook streng naar zijn troepen, die zich links van hem hebben verzameld. Aan zijn voeten het lichaam van zijn zoon. De beul laat zijn hoofd zien aan de inwoners van Rome.
Het andere schilderij heet Aeneas bij Latinus, maar toont eigenlijk het uitreiken van de prijzen door de Trojaanse held Aeneas aan de winnaars van een roeiwedstrijd. Dit verhaal uit de Aeneis van Vergilius vertelt van vier deelnemers. Gyras gooide zijn stuurman overboord, omdat hij een bevel had genegeerd. De wedstrijd werd gewonnen door Cloanthus. Hij ontving een lauwerkrans en onder meer een vergulde chlamys omzoomd met een dubbele meander van Meliboïsch purper. Maar ook de kapiteins die als tweede en derde eindigden ontvingen prijzen uit handen van Aeneas. Na de prijsuitreiking kwam Sergestus als laatste aan. Deze ontving als troostprijs een slavin met een tweelingzoon aan haar boezem. Op het schilderij staan drie winnaars voor Aeneas, van wie de voorste gekroond wordt. Op de achtergrond zijn bedienden met de prijzen aan het sjouwen. Linksachter enkele zeilschepen.

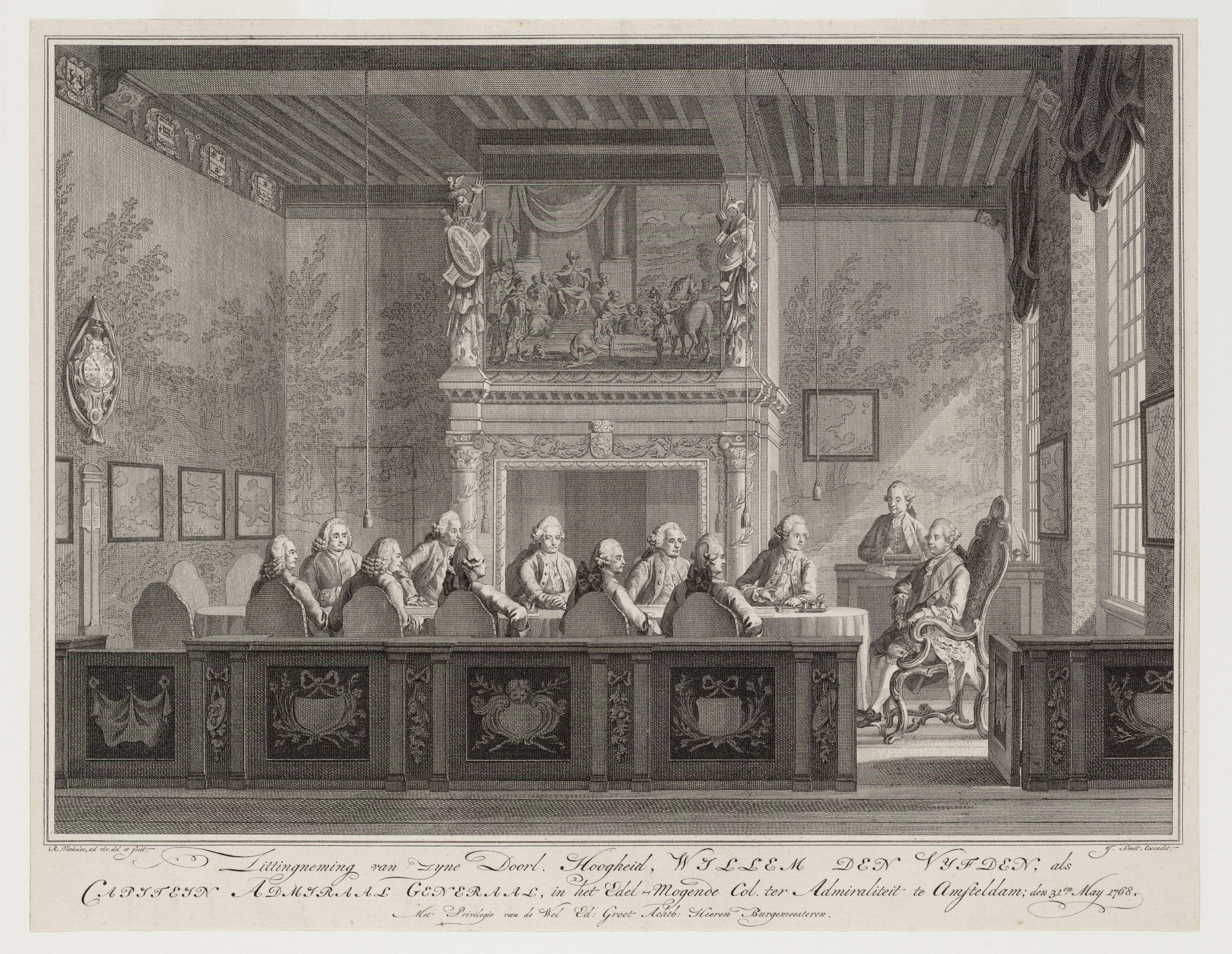
Reinier Vinkeles. Het interieur van het Prinsehof. 1768. Ets en gravure. Amsterdam, Stadsarchief Amsterdam.

De schilderijen zijn gemaakt in opdracht van de Admiraliteit van Amsterdam, het bestuursorgaan dat verantwoordelijk was voor de oorlogsvloot in Amsterdam. Ze hingen als schoorsteenstukken in de vergaderzaal van het Prinsenhof. De geschiedenis van Manlius werd gekozen als waarschuwing dat gezagsondermijnend gedrag ten strengste bestraft zou worden en dat bestuurders onpartijdig moesten zijn. Aan de andere kant werd het verhaal van Aeneas aangehaald als voorbeeld van eerlijk en edelmoedig bestuur. Joost van den Vondel schreef twee gedichten op deze schilderijen.

## Toeschrijving en datering
De werken worden toegeschreven aan Ferdinand Bol. Ze zijn waarschijnlijk gemaakt rond de renovatie van het Prinsenhof in 1661 of kort daarna.

## Herkomst
De werken zijn gemaakt als onderdeel van het decoratieprogramma van de kamer van Convooien en Licenten van het Prinsenhof in Amsterdam. Op 28 maart 1799 werden ze uit het Prinsenhof verwijderd en overgebracht naar de Nationale Konst-Galerij, de voorloper van het Rijksmuseum Amsterdam. Van 1902 tot 1952 bevonden de werken zich in het Academiegebouw in Utrecht. In 1952 werden ze overgedragen aan de Dienst voor 's Rijks verspreide Kunstcollecties (tegenwoordig Rijksdienst voor het Cultureel Erfgoed). In 1975 werden ze in bruikleen gegeven aan het Nederlands Scheepvaartmuseum in Amsterdam. Sinds 2013 bevinden de werken zich weer in het Rijksmuseum.